# Simulium nakhonense
Simulium nakhonense är en tvåvingeart som beskrevs av Takaoka och Suzuki 1984. Simulium nakhonense ingår i släktet Simulium och familjen knott.
Artens utbredningsområde är Thailand. Inga underarter finns listade i Catalogue of Life.